# Le Sifflet (1898)
Ne doit pas être confondu avec Le Sifflet, hebdomadaire satirique publié entre 1872 et 1878.
Le Sifflet est un hebdomadaire satirique français. Paru en 1898-1899, il contient des caricatures et dessins dreyfusards.

## Histoire
Dirigé par Achille Steens (d) et publié par l'éditeur dreyfusard Pierre-Victor Stock (d), Le Sifflet a été créé le 17 février 1898 pour répondre au Psst...! de Caran d'Ache et Forain, un hebdomadaire antidreyfusard et antisémite édité par Plon quinze jours plus tôt, le 5 février. De format similaire à celui du Psst...!, Le Sifflet contient des caricatures qui lui font écho.
Selon Steens, Steinlen et Willette (approché en dépit de son antisémitisme notoire) auraient refusé de collaborer au Sifflet, contrairement à H.-G. Ibels, Louis Chevalier et Couturier.
Dans L'Aurore du 26 février 1898, Eugène Thébault vante les dessins du nouveau journal et les compare à ceux du Psst...! : « Cela change de l'éternel dessin de Forain, toujours le même, monotone, et que ne sauvent pas toujours de spirituelles légendes; et cela vaut mieux, infiniment, que les platitudes enfantines de ce M. Caran d'Ache ». Dans Le Rappel du 1er avril, Louis Marsolleau juge que Le Sifflet « témoignera plus tard que dans le moment où tout le monde perdait la tête, quelques braves gens ont conservé du cœur pour cingler de "patte" de maître la coalition louche de la haute armée et du haut clergé, ces éternels adversaires de la liberté humaine ».
L'hebdomadaire ne rencontre cependant pas le succès souhaité, avec seulement 130 abonnés en 1898 et 90 l'année suivante. De plus, les libraires et les camelots montrent des réticences à vendre une publication suscitant la colère d'une partie de l'opinion publique. Certaines réactions sont en effet violentes et Steens reçoit des lettres d'injures et de menaces.
Lassé de perdre de l'argent, Stock ouvre une souscription le 15 janvier 1899, en proposant des actions pour 50 francs. Seules six personnes ayant souscrit, Stock décide d'abandonner Le Sifflet, dont le dernier numéro paraît le 16 juin 1899, quelques jours après l'arrêt de la Cour de cassation permettant la révision du procès du capitaine Dreyfus.
Au cours des années suivantes, plusieurs personnalités du Sifflet (Ibels, Hermann-Paul et Steens) affirmeront regretter leur engagement dreyfusard.

## Collaborateurs
- Raoul Barré
- Louis Chevalier
- Édouard Couturier
- Hermann-Paul
- Henri-Gabriel Ibels
- Félix Vallotton